# Sugar daddy
Ne pas confondre avec la chanson Sugar Daddy des Jackson 5.

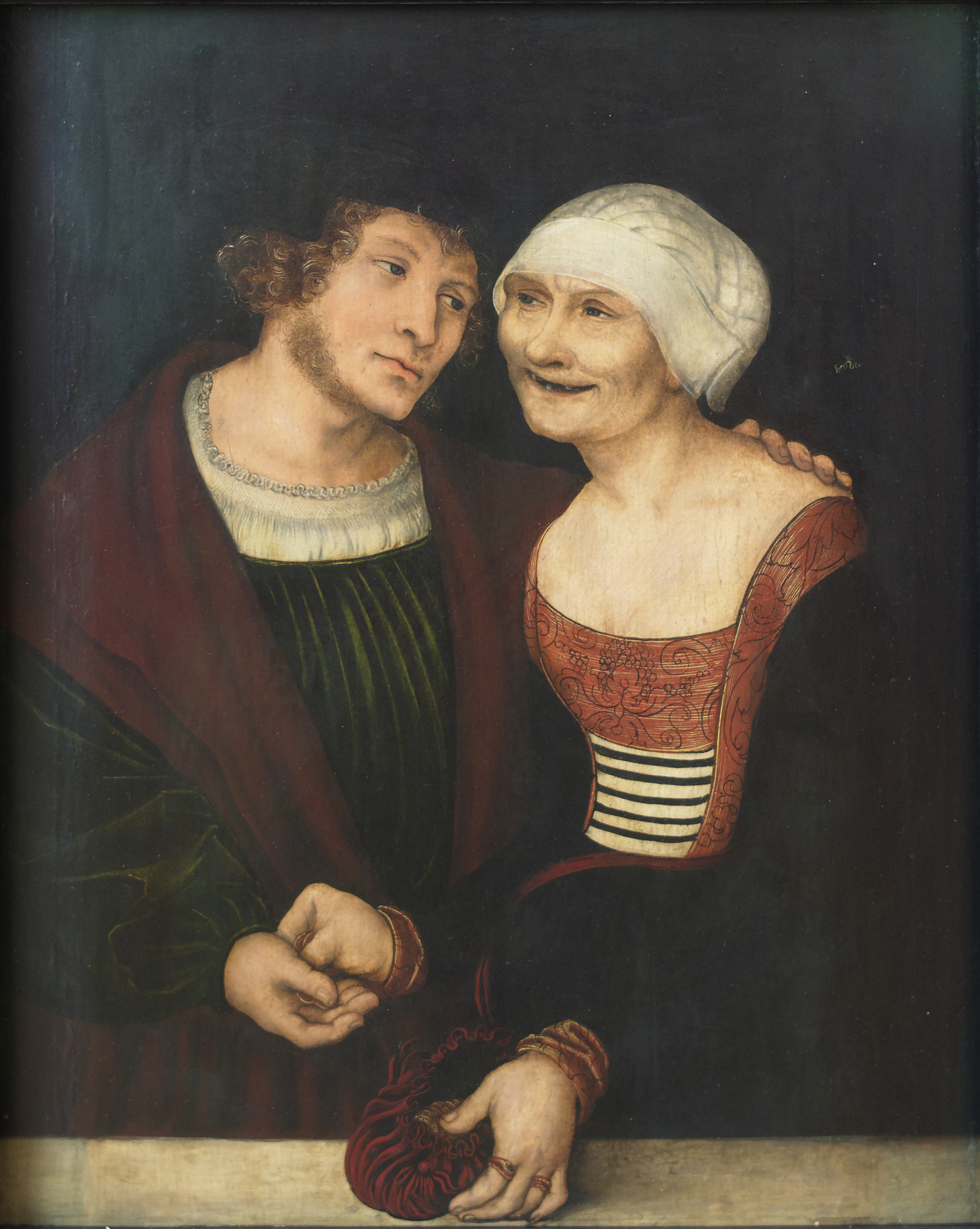
Le couple mal assorti (I). Lucas Cranach l'Ancien

Le terme « sugar daddy » (littéralement « papa en sucre ») est un anglicisme argotique utilisé pour désigner une relation dans laquelle une personne au style de vie confortable offre la possibilité à une personne plus jeune qu'elle de partager son style de vie, notamment au travers de cadeaux ou d'argent,,. La pratique peut être désignée sous le terme de « michetonnage ».
La personne plus jeune qui fournit des services en nature (compagnie, voire rapports sexuels) est parfois désignée par l'expression « sugar baby »,. Ces relations peuvent aussi fonctionner avec une femme plus âgée payant un jeune homme : on parle alors de « sugar mommy » et de « sugar boy » (gigolo). 
Elles peuvent aussi être des relations homosexuelles.
Pour ces jeunes personnes, le « sugardating » est un moyen d'accéder à la réussite sociale par le confort matériel et financier ainsi partagé.

## Sugar datinget prostitution

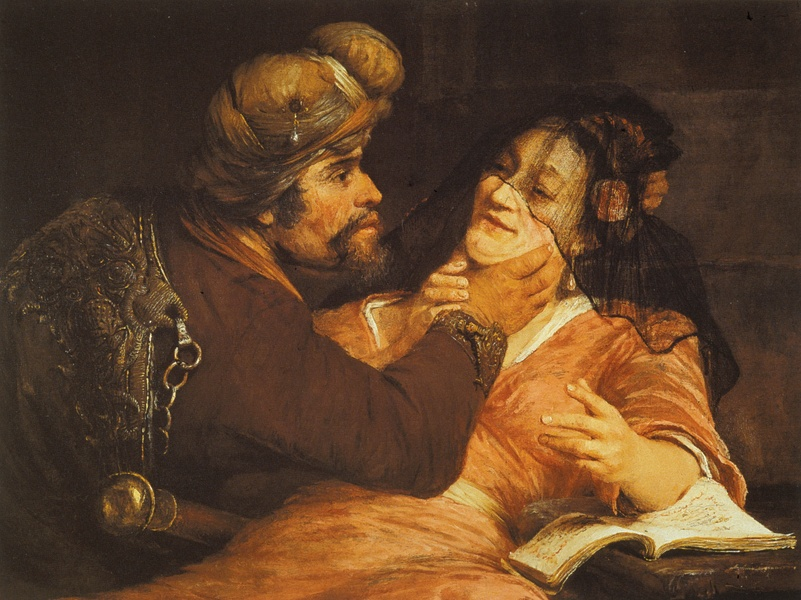
Thamar et Juda de Arent de Gelder, 1667. Illustration de la prostitution dans la Bible et dans la Torah (Genèse 38:16).

Le phénomène du « sugar dating » (sur Internet essentiellement) est la plupart du temps assimilé à de la prostitution, si bien que les sites qui en font commerce ont été attaqués en justice. Aux États-Unis comme en France, la justice n'a pas trouvé le moyen d'inculper l'un de ces sites, ceux-ci se défendant en disant qu'ils ne font que mettre en relation des personnes aux intérêts complémentaires.
En 2017 en Belgique, le gérant d'un de ces sites internet a été condamné à six mois de prison avec sursis pour incitation à la prostitution. Dans ce pays, l'article 380, S 1er, 1°, du Code pénal punit quiconque, pour satisfaire les passions d'autrui, aura embauché, entraîné, détourné ou retenu, en vue de la débauche ou de la prostitution, même de son consentement, une personne majeure,.
En France, l'enquête pour « proxénétisme aggravé » qui avait été ouverte fin octobre 2017 par le parquet de Paris contre le même site est toujours en cours.